# Die Hunde des Schwarzen Todes
Die Hunde des Schwarzen Todes (orig. The Plague Dogs) ist ein 1977 erschienener Roman des englischen Schriftstellers Richard Adams. Die deutschsprachige Ausgabe erschien 1979 im Ullstein Verlag, für die Übersetzung sorgte Mechtild Sandberg.

## Handlung
In einem Forschungsinstitut im englischen Lake District werden Tiere im Namen der Wissenschaft auf grausamste Weise misshandelt. So auch die beiden Hunde Wuff (Nr. 732) und Snitter (Nr. 815).
Wuff, eine kräftige schwarze Promenadenmischung, hat durch viele Experimente in einem Wassertank panische Angst vor Wasser. An Snitter, einem kleinen Foxterrier, hat man eine Gehirnoperation durchgeführt. Snitter gibt sich selbst die Schuld an einem Unfall, bei dem sein Herr starb. Durch die Gehirnoperation lebt Snitter zwischen Traum und Wirklichkeit.
Eines Tages gelingt es den beiden Hunden, aus dem Institut zu fliehen. Sie begeben sich auf die Suche nach einem Ort ohne Grausamkeit. Snitter sehnt sich nach einem neuen Herren, der sich genauso gut kümmert wie einst sein Herr. Wuff dagegen glaubt, dass alle Menschen grausam sind. Sie versuchen, in der Wildnis zu überleben, aber durch die Experimente sind sie von der Freiheit entwöhnt worden.
Sie treffen bald darauf einen Fuchs, der ihnen beibringt zu überleben. Wuff und Snitter lernen, wie man Schafe und Hühner erbeutet. Es scheint so, dass Wuff und Snitter in der Wildnis leben können, aber das soll sich bald ändern.
Ein ehrgeiziger Reporter verbreitet die Nachricht, dass die beiden Hunde Träger der Beulenpest seien. Durch diese Falschmeldung beginnt eine erbarmungslose Hetzjagd auf die Hunde.

## Wirkung
Der Autor kritisiert in seinem Roman den Sinn und Zweck von Tierversuchen und liefert darin ein Plädoyer gegen Tierquälerei. Die englische Wochenzeitung The Observer bezeichnete diesen Roman als wirklichen Nachfolger von Unten am Fluss.
>>Das Schicksal zweier Hunde steht symbolisch für den Raubbau, den der Mensch an der Natur verübt. Eine poetische, kraftvolle, leidenschaftlich engagierte Geschichte voller Liebe und Hoffnung – gegen die Gewalt und für die Freiheit.<< (The Daily Telegraph)

## Verfilmung
Das Buch wurde von Martin Rosen als Zeichentrickfilm unter dem Titel Die Hunde sind los verfilmt. Im Film wird derselbe Zeichenstil wie in dem Film Unten am Fluss angewendet.